# Satyricon (альбом)
Satyricon — восьмой студийный альбом норвежской блек-метал группы Satyricon, выпущенный 9 сентября 2013 в Европе и 17 сентября в США и Канаде. Первый альбом группы, попавший на первое место норвежского чарта VG-lista.

## Трек-лист
Слова и музыка всех песен — Сатир, кроме «Phoenix», написанной Сивертом Хойемом.
| №                   | Название                                                          | Длительность |
| ------------------- | ----------------------------------------------------------------- | ------------ |
| 1.                  | «Voice of Shadows»                                                | 2:36         |
| 2.                  | «Tro og kraft» (Единственная песня с альбома на норвежском языке) | 6:01         |
| 3.                  | «Our World, It Rumbles Tonight»                                   | 5:13         |
| 4.                  | «Nocturnal Flare»                                                 | 6:38         |
| 5.                  | «Phoenix»                                                         | 6:32         |
| 6.                  | «Walker Upon the Wind»                                            | 4:48         |
| 7.                  | «Nekrohaven»                                                      | 3:12         |
| 8.                  | «Ageless Northern Spirit»                                         | 4:44         |
| 9.                  | «The Infinity of Time and Space»                                  | 7:48         |
| 10.                 | «Natt»                                                            | 3:44         |
| Общая длительность: | Общая длительность:                                               | 51:22        |

## Участники записи
- Сатир — вокал, электро и акустическая гитары, бас-гитара, клавишные, перкуссия
- Фрост — ударные

## Остальные участники
- Гильдас Ле Папе — гитары, дополнительная бас-гитара
- Сиверт Хойем — вокал на «Phoenix»
- Эрик Юнггрен — клавишные
- Кьетил Бьеркестранд — фисгармония на «Natt»
- Карл Олуф Веннерберг — ударные на «Phoenix»